# Lillian Hellman
Lillian Florence „Lilly” Hellman (ur. 20 czerwca 1905 w Nowym Orleanie, zm. 30 czerwca 1984 w Tisbury) – amerykańska dramatopisarka i scenarzystka, łączona przez całe życie z lewicą.

## Życiorys
Urodziła się w Nowym Orleanie w rodzinie żydowskiej. Największe sukcesy literackie odnosiła w latach 30. i 40. XX w., kiedy to ukazały się sztuki The Children’s Hour (1934) czy The Little Foxes (1939). Obydwie doczekały się później adaptacji filmowych, do których pisała także scenariusze. Była pierwszą kobietą, która zdobyła nominację do Oscara za najlepszy scenariusz.
W 1950 stanęła przed Komisją ds. Badania Działalności Antyamerykańskiej (The House Un-American Activities Committee) i odmówiła składania przed nią zeznań obciążających jej dawnych znajomych i przyjaciół, sympatyzujących z komunistami. Odmowę tę przypłaciła bojkotem ze strony Hollywood, gdyż znalazła się na czarnej liście.
Przez trzydzieści lat była związana uczuciowo z autorem kryminałów Dashiellem Hammettem (stanowiła inspirację dla stworzonej przez niego postaci Nory Charles). Była także wieloletnią przyjaciółką i wydawczynią, Dorothy Parker.
Na podstawie wspomnień pisarki pt. Pentimento (1973) reżyser Fred Zinnemann nakręcił o niej w 1977 film biograficzny Julia. Film zdobył trzy Oscary, a w postać pisarki wcieliła się Jane Fonda.